# Пси Эридана
Пси Эрида́на (ψ Eridani/ψ Eri, 65 Эридана) — звезда в созвездии Эридана. При видимой звёздной величине +4,81 её можно увидеть невооруженным глазом в ясную тёмную ночь. Основываясь на годовом смещении параллакса в 4,41 миллисекунды можно понять, что она находится на расстоянии примерно 740 световых лет от Солнца.
Пси Эридана — звезда главной последовательности со звёздной спектральной классификацией B3 V. Однако Хоук и Свифт в 1999 году классифицировали её как более развитую субгигантскую звезду. Звезде около 32 миллионов лет, её предполагаемая скорость вращения составляет 52 км/с. Расчётная масса в семь раз превышает массу Солнца, радиус примерно в 4,5 раза больше радиуса Солнца. Светимость Пси Эридана в 2878 раз больше солнечной, эффективная температура — 18 700 К.